# Mycodrosophila melanophaea
Mycodrosophila melanophaea är en tvåvingeart som beskrevs av Tsacas 1990. Mycodrosophila melanophaea ingår i släktet Mycodrosophila och familjen daggflugor. Inga underarter finns listade i Catalogue of Life.